# 山下兼秀
山下 兼秀（やました かねひで、1882年-1939年）は、日本の洋画家。大牟礼南島、谷口午二らとともに戦前の鹿児島洋画壇の中心的人物だった。黒田清輝の愛弟子で、日本洋画壇の本流を直接鹿児島へもちこんだ功労者。

## 生涯

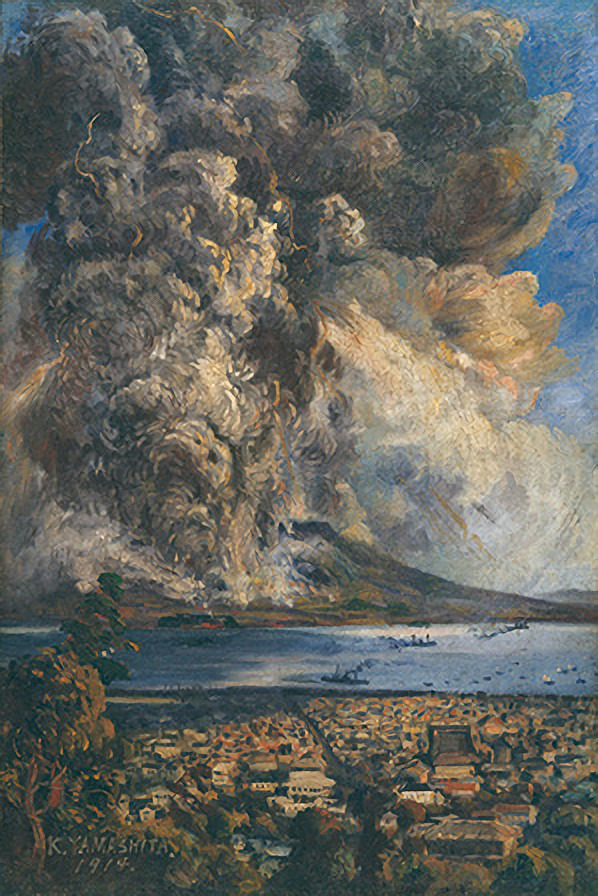
山下兼秀筆、「桜島爆発図」（鹿児島市立美術館蔵）

1882年鹿児島市生まれ。中学造士館卒業後、東京美術学校西洋画科入学。1910年、第4回文部省美術展覧会（文展、現・日展）に「並木」で入選。白馬会に所属し、黒田清輝の信頼も厚く葵橋洋画研究所を継ぐ者と目されていたが、ヨーロッパ留学目前の1912年に母の急死を契機として鹿児島へ帰郷。
帰郷後まもなく地元百貨店山形屋に招かれ宣伝課初代課長として勤務して、広告デザイナーとして活躍しながら油彩画を描き、後進の育成にも取り組む。山形屋宣伝課での部下の画家に浜田羊、上野不二夫、坂元盛愛。また、大牟礼南島の教え子であった旧制中学生時代の谷口午二の指導もおこなった。1914年の桜島の大正大噴火の際は、帰省中だった黒田清輝に随行して、噴火後の桜島を観察し多くの作品を描いている。
大牟礼南島や谷口午二、小倉静三、大嵩双山らとともに県内初の本格的な洋画団体「金羊会」の結成に参加し、南國美術展の創設時にも尽力するなど、鹿児島洋画壇の中心としてその発展に寄与。1937年、グループ「狙型」の同人に加わる。1939年、急性腎炎のため鹿児島市にて逝去。